# Sammatti
Sammatti est une ancienne municipalité du sud de la Finlande, dans la région d'Uusimaa. Elle a fusionné avec la ville de Lohja en 2009.

## Géographie
C'est une petite commune, dans un joli paysage forestier et agricole, à l'écart des routes principales et aux confins de la région d'Uusimaa.[non neutre] Plusieurs lacs de moyenne importance entourent la municipalité.
La petite église en bois date de 1755.

## Personnalités liées à Sammatti
Sammatti est connue pour être la paroisse de naissance de l'écrivain Elias Lönnrot, le père de la littérature finlandaise, auteur du Kalevala, y voit le jour en 1802. La maison où il passe son enfance est toujours visible, transformée en petit musée.